# Parides tros
Parides tros är en fjärilsart som först beskrevs av Fabricius 1793.  Parides tros ingår i släktet Parides och familjen riddarfjärilar. Inga underarter finns listade i Catalogue of Life.

## Bildgalleri

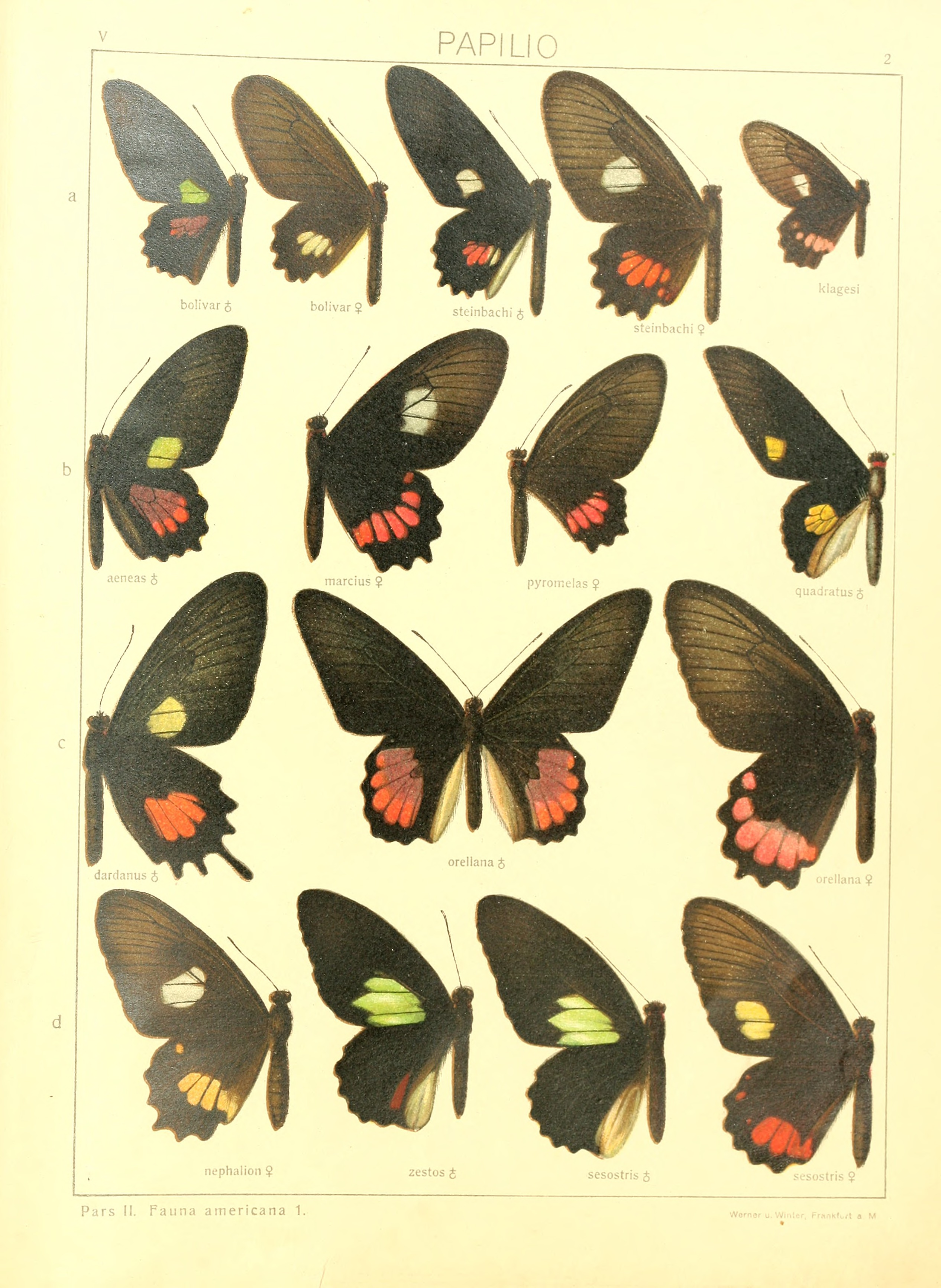